# 宋殿宇
宋殿宇（1963年2月—），男，汉族，河南正阳县人，中华人民共和国政治人物。天津轻工业学院化学工程系塑料成型加工专业毕业，武汉大学在职经济学硕士。

## 生平
1984年8月参加工作，任河南省计经委食品办干部、科员、副主任科员。1986年5月加入中国共产党。1991年8月，任河南省计经委、计划委员会综合处主任科员。1996年5月，任河南省计委固定资产投资处副处长。
1999年2月，任河南省国民经济动员办公室副主任。2000年7月，任河南省发展计划委员会固定资产投资处处长。2003年12月，任河南省发展和改革委员会固定资产投资处负责人。
2004年3月，任洛阳市人民政府副市长（2008年3月至2009年1月在中共中央党校一年期中青班进修）。2009年3月，任中共洛阳市委常委、副市长。2014年3月，任中共洛阳市委常委、市委经济工作部部长，洛阳市城乡一体化示范区管委会主任。
2016年9月，任濮阳市人民政府代市长（2017年1月当选市长）。2018年2月24日，当选为第十三届全国人大代表。2018年10月9日，任中共濮阳市委书记。2021年7月，任河南省市场监督管理局局长。
2023年1月，在河南省第十四届人民代表大会常务委员会第一次会议上，宋殿宇被任命为河南省人民代表大会常务委员会监察和司法工作委员会主任。
2024年8月，因涉嫌严重违纪违法，接受河南省纪委监委纪律审查和监察调查。